# Владимировский сельский совет (Акимовский район)
Владимировский сельский совет (укр. Володимирівська сільська рада) — входит в состав
Якимовского района
Запорожской области
Украины.
Административный центр сельского совета находится в 
с. Владимировка
.

## История
- 1861 — дата образования.

## Населённые пункты совета
- с. Владимировка
- с. Александровка
- с. Юрьевка